# Mirinda
‌
Mirinda est une marque commerciale de soda espagnole produite et distribuée par PepsiCo.

## Histoire
Mirinda est à l'origine une boisson espagnole créée en 1959 dont la marque a été rachetée par la multinationale PepsiCo en 1970 pour en faire un produit international. Mirinda signifie « merveilleux » ou « surprenant » en espéranto.

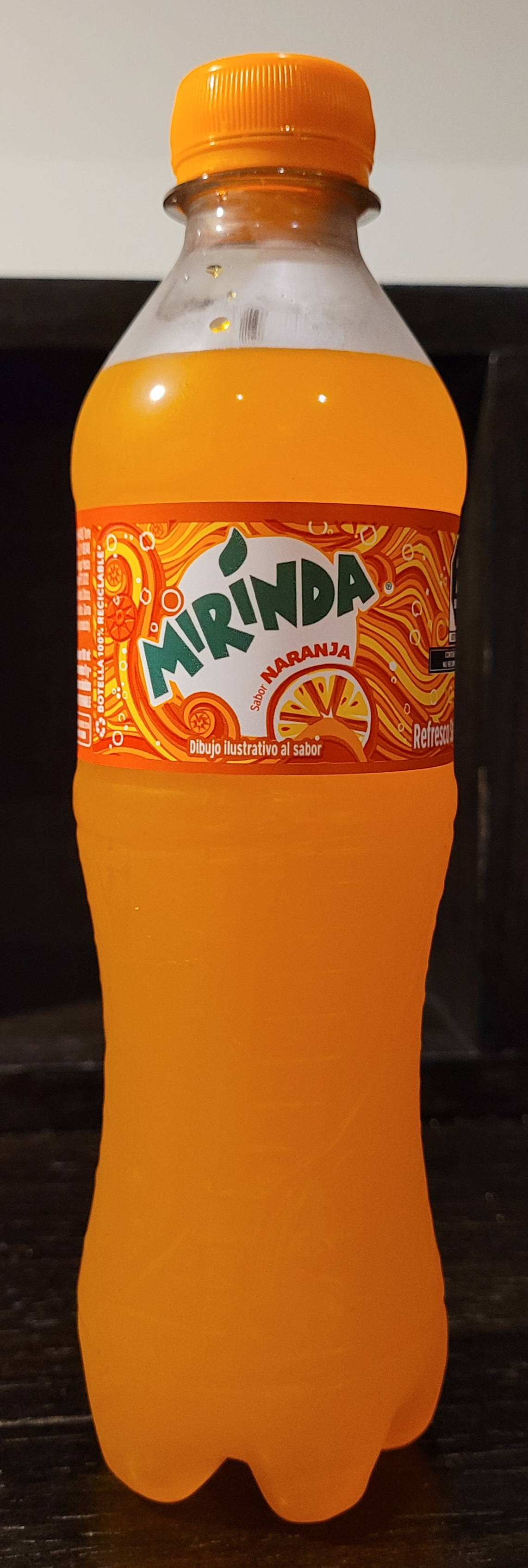
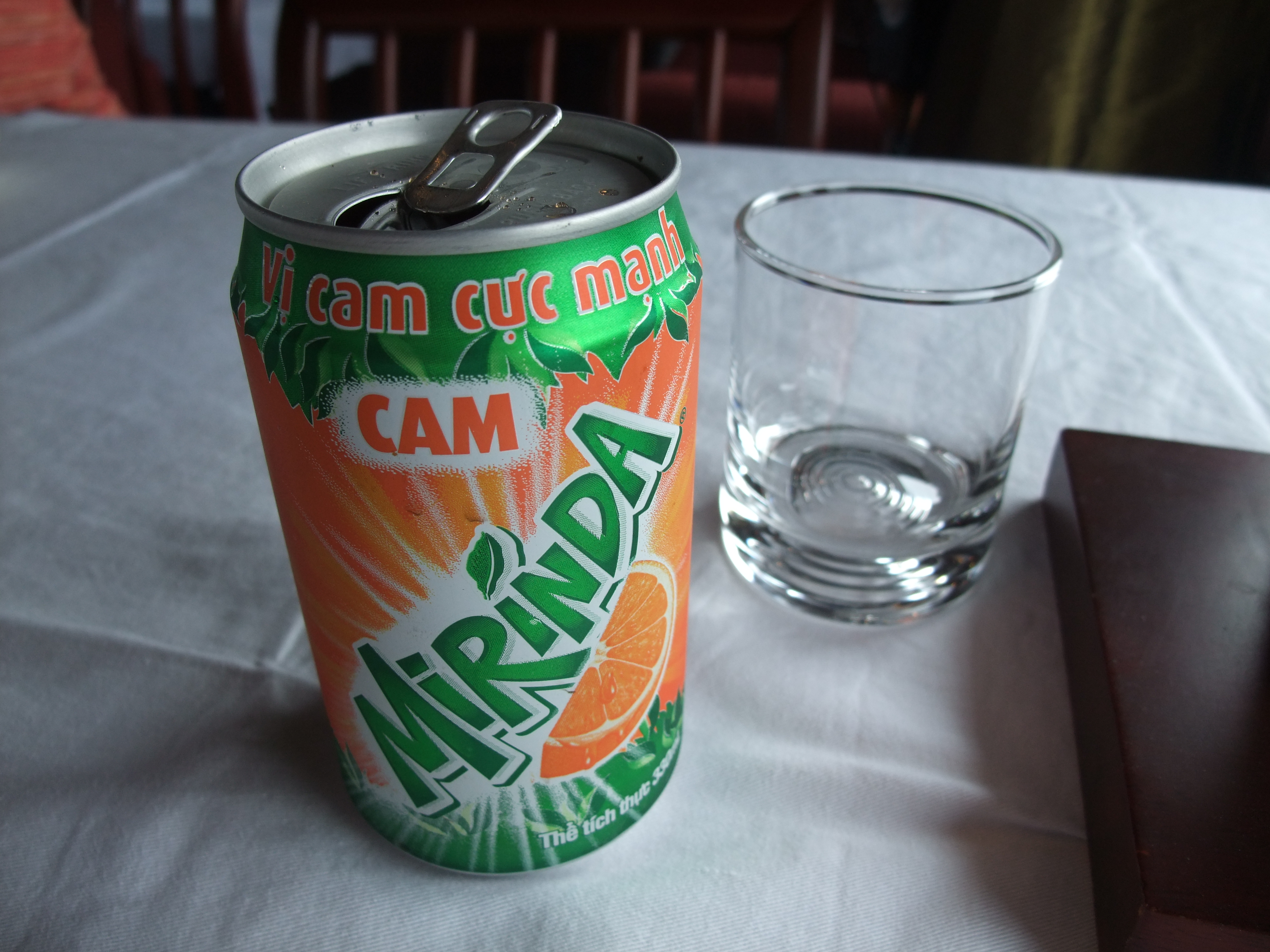
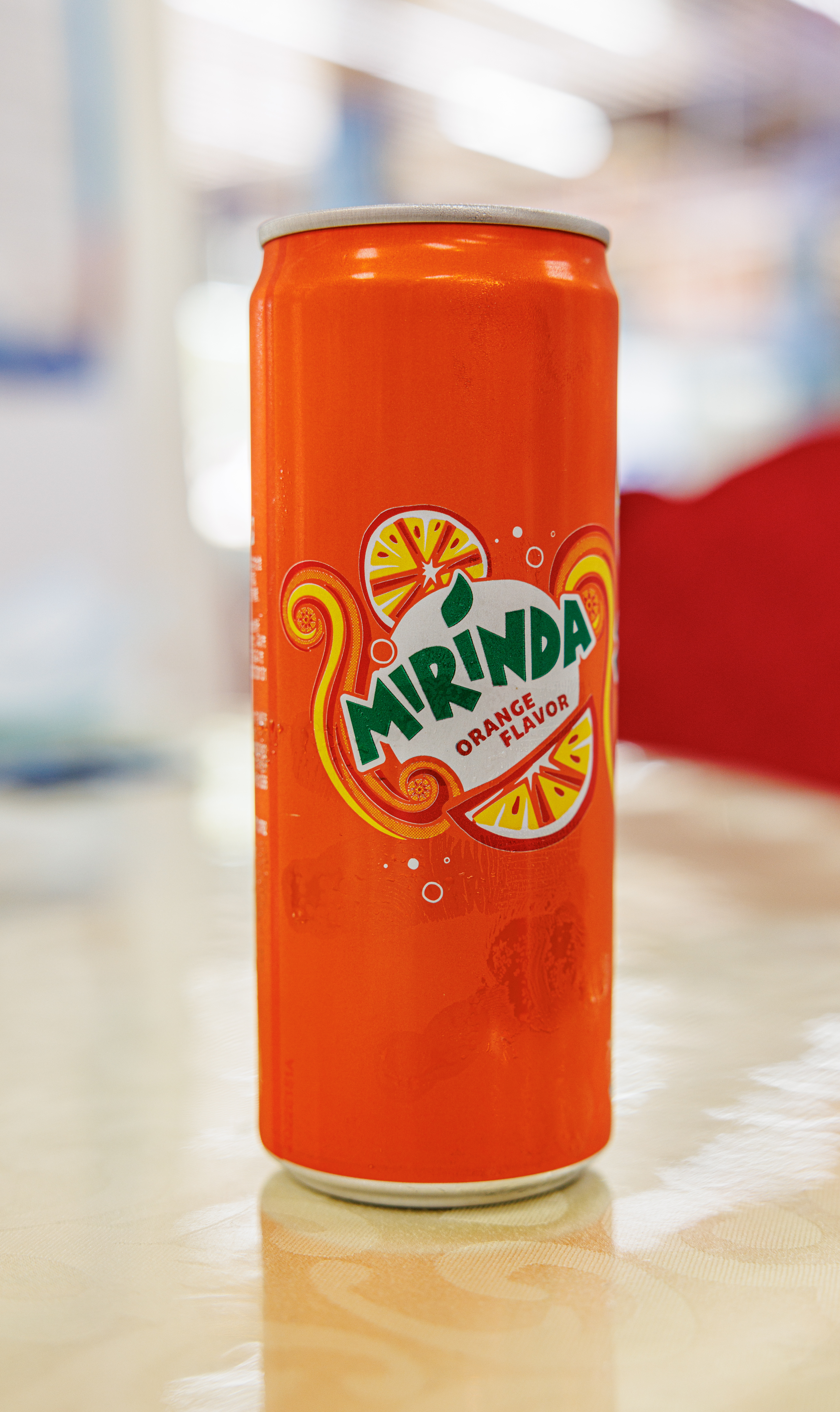
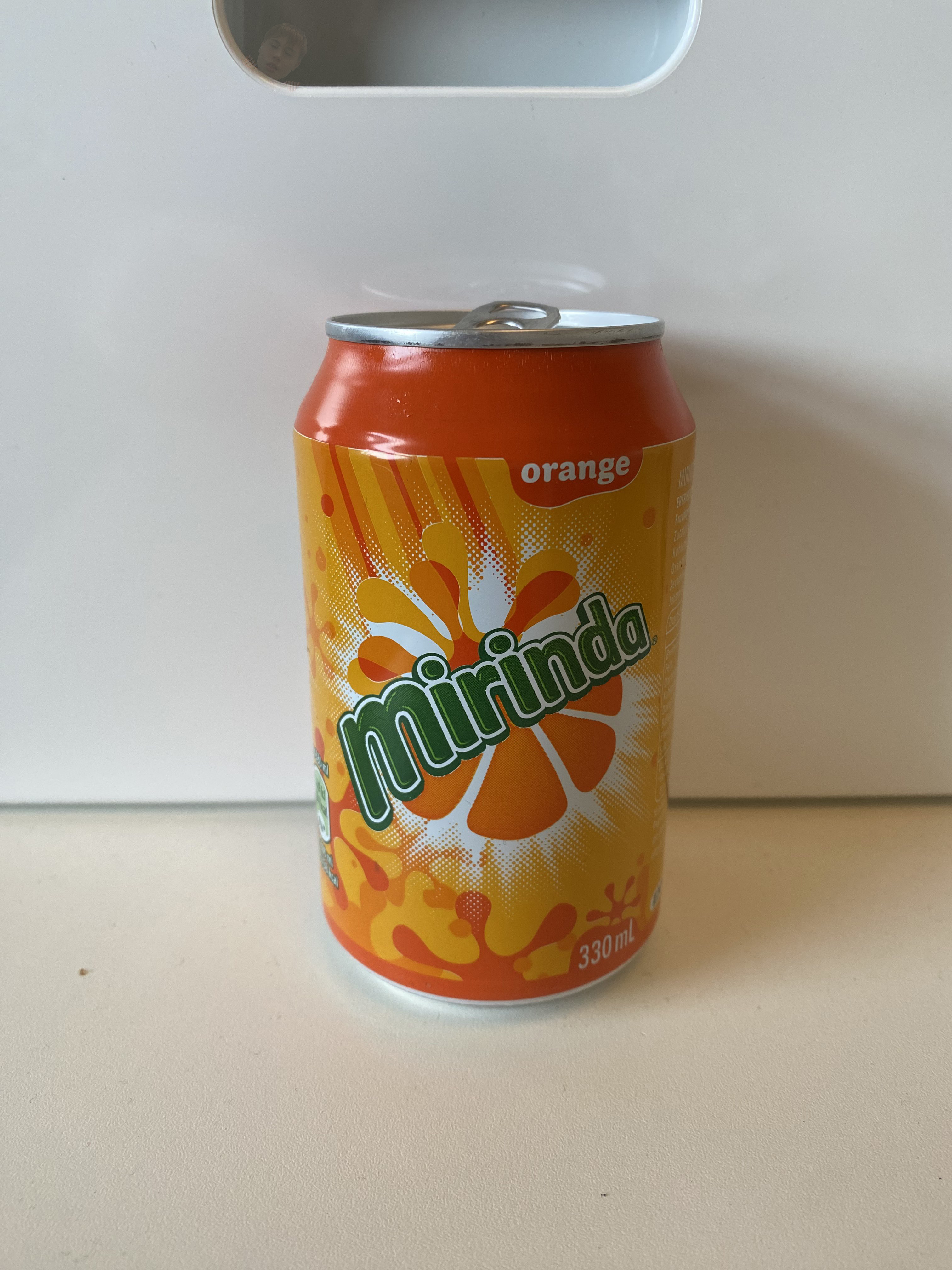

Mirinda a été lancé pour entrer en concurrence contre la marque Fanta de The Coca-Cola Company. Après le rachat de la marque, Pepsico l'a développée au niveau international. Depuis 2005, des saveurs de Mirinda ont été vendues sous la marque Tropicana Twister Soda aux États-Unis, excepté dans l’île de Guam où Pepsico a commencé à la vendre sous la marque Mirinda.
Mirinda se décline dans une grande variété de parfums avec notamment : Orange, Fraise, Ananas, Tropical, Citron, Pomme, ou Framboise.
En 2011, elle se retrouve principalement en Asie, en Amérique latine et au Proche-Orient, puis en Afrique. Mirinda est principalement fabriquée en Pologne.
En 2017, Pepsico Inde lance Mirinda Joosy, une boisson pétillante qui contient du jus d'orange provenant des paysans indiens.

## Logos

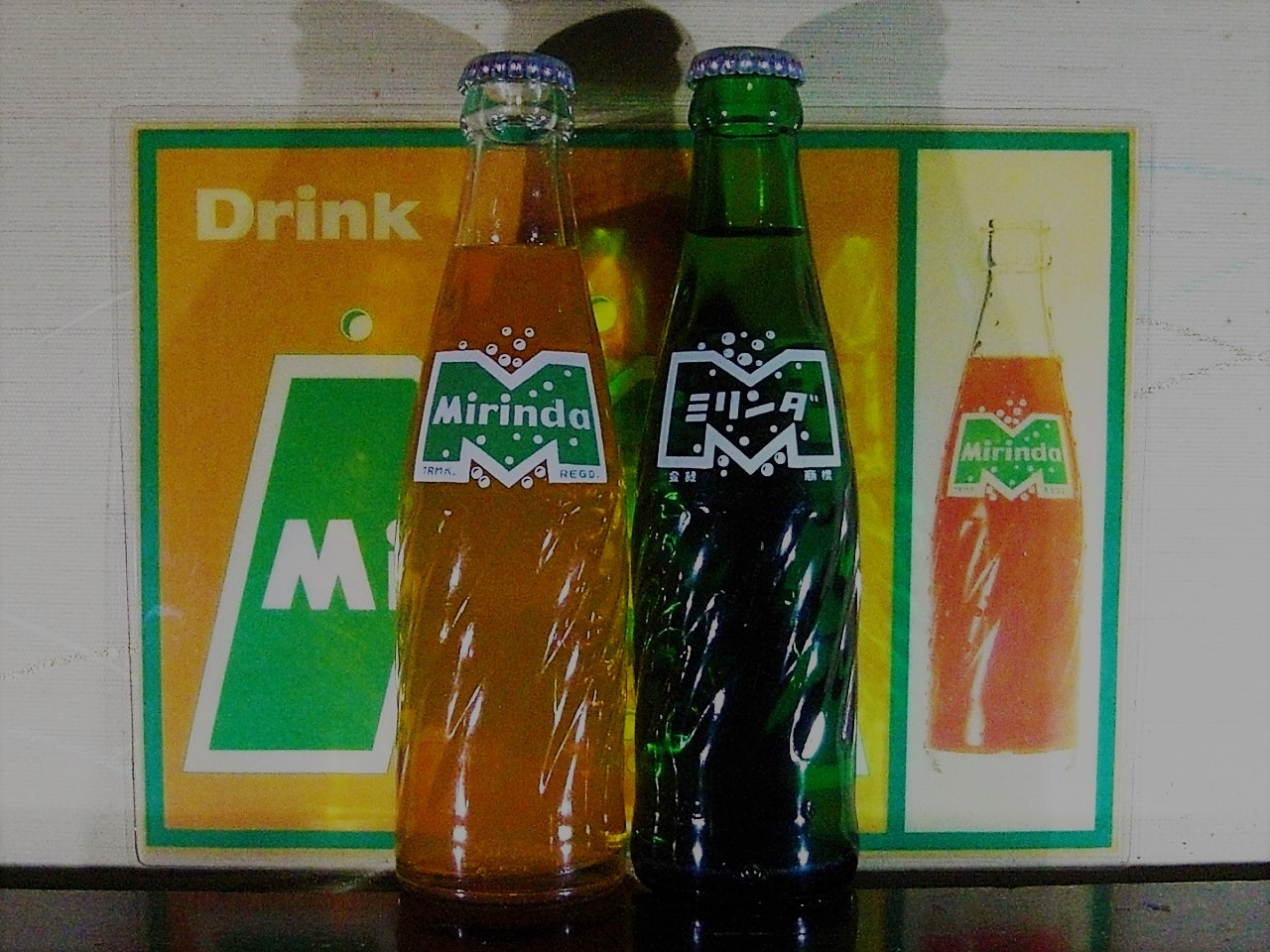
Logo de Mirinda entre 1959 et 1970.
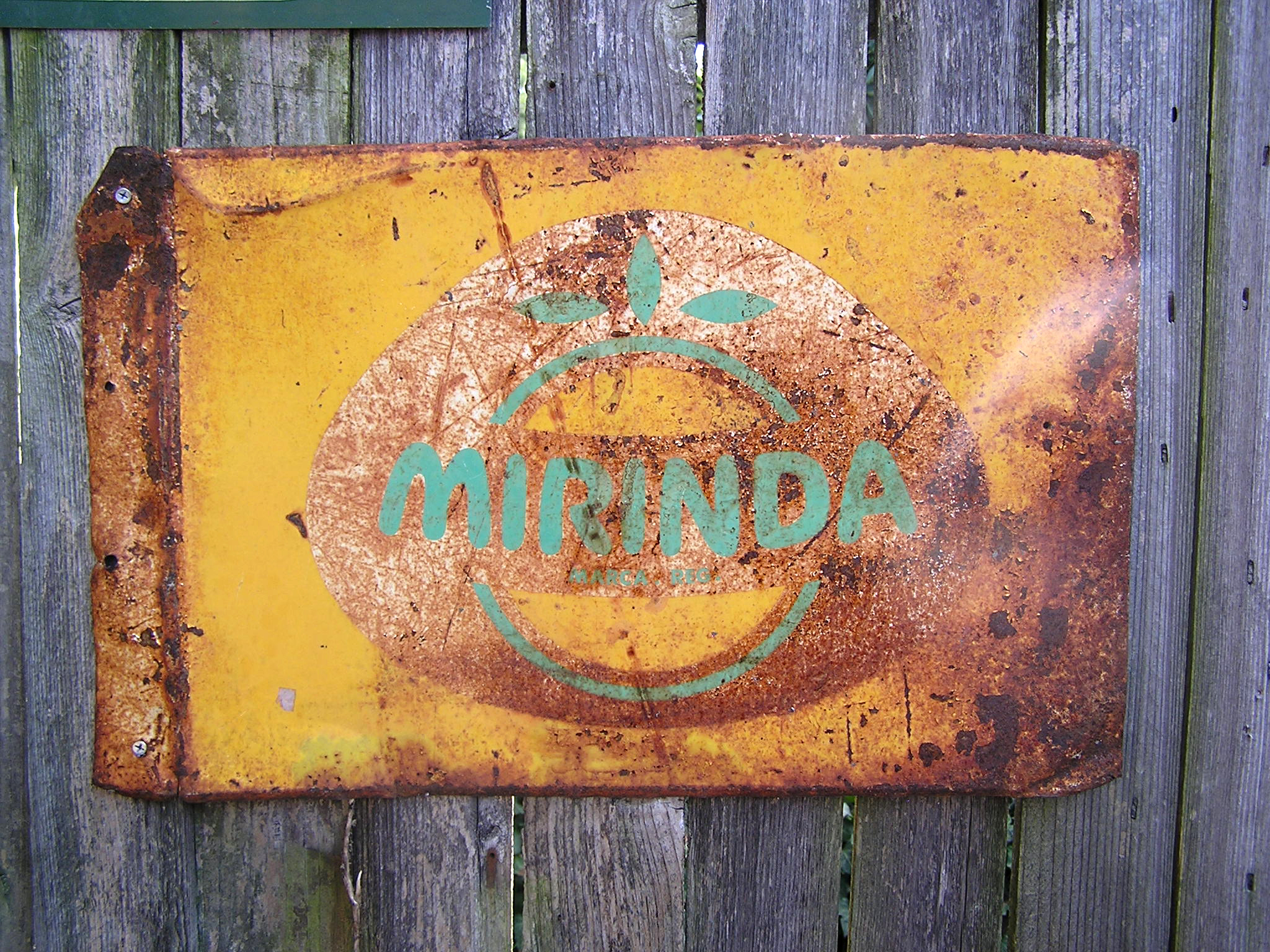
Logo de Mirinda entre 1986 et 1991.
L'ancien logo de Mirinda entre 2017 et 2023.
Logo de Mirinda depuis 2023.